# Priest (film, 2011)
Priest är en amerikansk actionfilm från 2011 som är regisserad av Scott Stewart. 

## Handling
En präst bryter kyrkans lag och spårar upp de vampyrer som kidnappat hans brorsdotter.

## Karaktärer
- Paul Bettany - Präst
- Karl Urban - Svart hatt
- Cam Gigandet - Bondlurk
- Maggie Q - Prästinna
- Lily Collins - Lucy Pace
- Brad Dourif - Säljare
- Stephen Moyer - Owen Pace
- Christopher Plummer - Monsignor Orelas
- Alan Dale - Monsignor Chamberlain
- Mädchen Amick - Shannon Pace
- Jacob Hopkins - Pojke